# Queen Victoria
Queen Victoria (Куин Виктория (QV)) (англ. Queen Victoria) — круизное судно компании Cunard Line, названное в честь Королевы Виктории, построенное на верфях Fincantieri – Cantieri Navali Italiani S. p. A. в Италии. Его постройка обошлась заказчикам в 525 млн. долларов.
Queen Victoria имеет ту же базовую конструкцию, как и другие пассажирские суда класса Vista, хотя она и немного длиннее и больше. С тоннажем в 90 000 брутто тонн является после Queen Mary 2 и построенной в 2010 году на итальянских верфях Queen Elizabeth третьим по величине судном Cunard Line. Впервые в истории у Cunard Line появилось три судна, носящих имена королев Великобритании. Эксплуатируется в различных регионах мира, посещает осенью Одессу и Ялту.

## Особенности
Queen Victoria — партнер Queen Mary 2 и новой Queen Elizabeth. До ноября 2008 года она также работала месте с Queen Elizabeth 2. В отличие от многих предыдущих «королев» компании Cunard Line, Queen Victoria не работает на линии Саутгемптон — Нью-Йорк, не является океанским лайнером, к тому же, не имеет тяжелой металлизации и высокого надводного борта, а оборудована как круизное судно. Queen Victoria не перевозит королевскую почту, поэтому не носит приставку RMS (Royal Mail Ship). Вместо этого, лайнер имеет приставку MS (Mail Ship) перед именем, аналогично как и у Queen Elizabeth. 
Некоторые поклонники судна критиковали Cunard Line за то, что компания назвала это судно «королевой»; королевами обычно называли флагманы (RMS Queen Mary, RMS Queen Elizabeth, Queen Elizabeth 2, и Queen Mary 2), предлагая выбрать имя другого судна Cunard Line: Мавритании или Аквитании.

## История

### Концепция и строительство
Изначально судно должно было быть дополнением к флоту Холланд-Америка Лайн. Киль был заложен на верфи Финкантьери. Позже заказ был передан компании Carnival Cruise Line (CCL) (компания-хозяин Cunard Line, Холланд-Америка Лайн и P&O). Однако, из-за реструктурирования в Корпорации CCL, а также решения Cunard Line о модификациях, которые оказались успешными на Queen Mary 2, корпус был передан P&O как лайнер Arcadia. Новую Queen Victoria заказали в 2004 году. Её киль был положен 12 мая 2006 года. 80 готовых стальных блоков со внутренней отделкой соединили в новое судно.
Законченный корпус с надстройкой был спущен на воду 15 января 2007 года. 24 августа 2007 года Queen Victoria покинула Венецию, чтобы пройти морские испытания, и, после передачи во владение Cunard Line, прибыла в Саутгемптон на всеобщее обозрение 7 декабря; в тот же день судно официально окрестила Камилла, герцогиня Корнуольская, продолжая традицию Cunard Line крестить суда членами Королевской Семьи. Однако, бутылка шампанского не разбилась о борт судна.

### Карьера

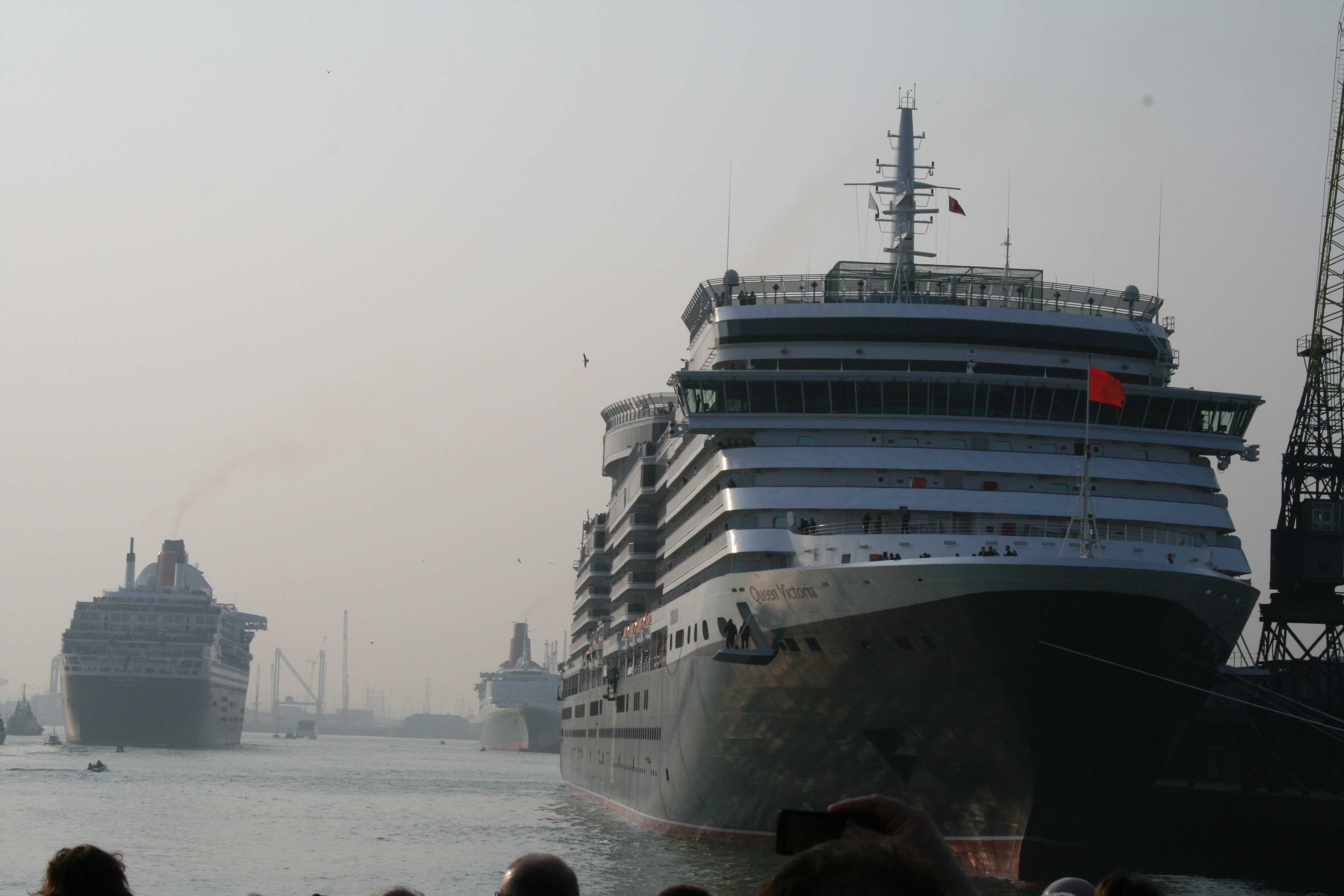
Саутгемптон. Слева направо: QM2, QE2, QV

Капитан Пол Райт был назначен капитаном Queen Victoria в октябре 2006 года. 
QV отправилась в своё первое плавание, 10-дневный круиз к Северной Европе, 11 декабря 2007 года. После этого и круиза к Канарским Островам, QV отправилась в кругосветное плавание, обойдя вокруг земного шара за 107 дней. Первым шагом этого рейса было тандемное пересечение Атлантики с Queen Elizabeth 2, к Нью-Йорку, где два судна встретили Queen Mary  2 поблизости от Статуи Свободы 13 января 2008 года, с праздничным фейерверком, отметив событие, когда три "королевы" Cunard присутствовали в одном месте. Cunard Line объявили, что это также был последний раз, впоследствии QE2 была списана.